# Campo Santo Teutonico
Campo Santo Teutonico, oficjalnie Campo Santo dei Teutonici e dei Fiamminghi (pol. cmentarz niemiecki lub cmentarz Niemców i Flamandów) – niewielki zabytkowy cmentarz znajdujący się w Rzymie, między bazyliką Świętego Piotra a aulą Pawła VI.
Cmentarz jest położony na terytorium Włoch na granicy z Watykanem, jednakże na mocy traktatów laterańskich z 1929, obszar na którym się znajduje, został uznany za eksterytorialny na korzyść Stolicy Apostolskiej. Od północy i zachodu otacza go wysoki mur, od południa przylega budynek Kolegium Niemieckiego, natomiast od wschodu kościół Matki Bożej Miłosierdzia. Teren cmentarza porośnięty jest przez ozdobne drzewa oraz krzewy. 
W 1990 został wpisany na listę światowego dziedzictwa UNESCO, w ramach zespołu zabytkowego Rzymu, dóbr Stolicy Apostolskiej leżących na terenie Rzymu, korzystających z prawa eksterytorialności i kościoła Św. Pawła za Murami.
W starożytności znajdował się tu cyrk Nerona na którym zginęło wielu prześladowanych chrześcijan. Cmentarz został założony na przełomie VIII i IX wieku, wraz z Scholą Francorum (szpitalem dla niemieckojęzycznych pielgrzymów). Wedle XV wiecznych przekazów założenia miał dokonać Karol Wielki. W trakcie swego funkcjonowania wielokrotnie przebudowywany oraz odrestaurowywany (ostatni raz w latach 70. XX w.).
Dotychczas (2019) pochowano na nim takie osoby jak m.in.: Joseph Anton Koch (artysta), Johann Martin von Wagner (archeolog), Anton de Waal (pierwszy rektor Kolegium Niemieckiego), Engelbert Kirschbaum SJ (archeolog), Stefan Andres (pisarz), kard. Gustaw Adolf von Hohenlohe-Schillingsfürst; kard. Augustin Theiner, czy s. Pascalina Lehnert. W lutym 2015 na cmentarzu, za zgodą papieża Franciszka, pogrzebano ciało pochodzącego z Belgii osiemdziesięcioletniego bezdomnego mężczyzny, żyjącego przez wiele lat w okolicach placu Świętego Piotra.
11 lipca 2019 w związku z poszukiwaniem zaginionej w 1983 Emanueli Orlandi, dokonano otwarcia dwóch grobów. W żadnym z nich nie znaleziono ciała Orlandi, jak też pochowanych w XIX w. dwóch księżnych: Sophie von Hohenlohe oraz Carlott Federik Meklemburskiej. 20 lipca przy okazji dalszych badań w sprawie odkryto dwa nieznane wcześniej ossuaria, zawierające szczątki wielu osób.
Obecnie prawo do pochówku mają jedynie: członkowie Bractwa Matki Bożej Bolesnej i ich małżonkowie, duchowni instytucji kościelnych z siedzibą w Rzymie i okolicach pochodzenia niemieckiego lub flamandzkiego, członkowie pewnych dwóch położonych w Niemczech seminariów, Gwardziści Szwajcarscy, a także pielgrzymi zmarli podczas oficjalnej pielgrzymki do Rzymu. Warunkiem bezwzględnie wymaganym jest bycie wyznania katolickiego.